# Bölkow Bo 102
Die Bölkow Bo 102 war ein stationärer Hubschraubertrainer des bundesdeutschen Herstellers Bölkow Entwicklungen KG. Bei der Bo 102 wurde zum ersten Mal bei einem Hubschrauber ein GFK-Rotorblatt verwendet, das für längere Standzeiten vorgesehen war.

## Geschichte
Nach den Plänen des Konstrukteurs Ludwig Hofmann wurde Mitte der 1950er Jahre ein bodengebundenes Ausbildungs- und Trainingsgerät entwickelt, das die Risiken bei der Ausbildung von Hubschrauberpiloten minimieren und die Betriebskosten um 7/8 reduzieren sollte. Nach der Absolvierung einer 500-Stunden-Dauererprobung wurde das Gerät 1959 in fünf Exemplaren an die Bundeswehr ausgeliefert. Zum Einsatz kam der Heli-Trainer auch in Frankreich (2), Großbritannien (2), Spanien (5), Italien (2) und Jugoslawien (1).

## Konstruktion
Die Bo 102 stellte im Wesentlichen einen an einem Dämpfungsgestell dauerhaft befestigten einsitzigen Hubschrauber dar. Das Gestell konnte auch auf einen kreisförmigen Schwimmer (Gummiwulst) gesetzt werden, so dass auch horizontale Bewegungen möglich wurden.
Der Hubschrauberteil besaß einen einflügeligen glasfaserverstärkten GFK-Hauptrotor mit einer halbstarren Aufhängung und einem Durchmesser von 6,57 m. Als Antrieb wurde ein 29 kW (40 PS) leistender Dreizylinder-Zweitaktmotor ILO L 3x375 verwendet. Die Leistung wurde über ein Planetenumlaufgetriebe mit Freilauf auf den Rotor übertragen. Der Antrieb des Einblatt-Heckrotors zum Drehmomentausgleich erfolgte über ein Zwischengetriebe.
Das gesamte Gerüst wie auch das Rumpfgestell war als geschweißte Stahlrohrkonstruktion ausgebildet. Der Pilotensitz besaß eine große Frontscheibe. Es wurde eine normale Hubschraubersteuerung und eine Grundinstrumentierung eingesetzt.
Die beiden Kraftstoffbehälter fassten zusammen 66 l; das Gesamtgewicht betrug 720 kg, einschließlich Schwimmer, Brennstoff, Schüler und dem außerhalb der Kabine sitzenden Lehrer.

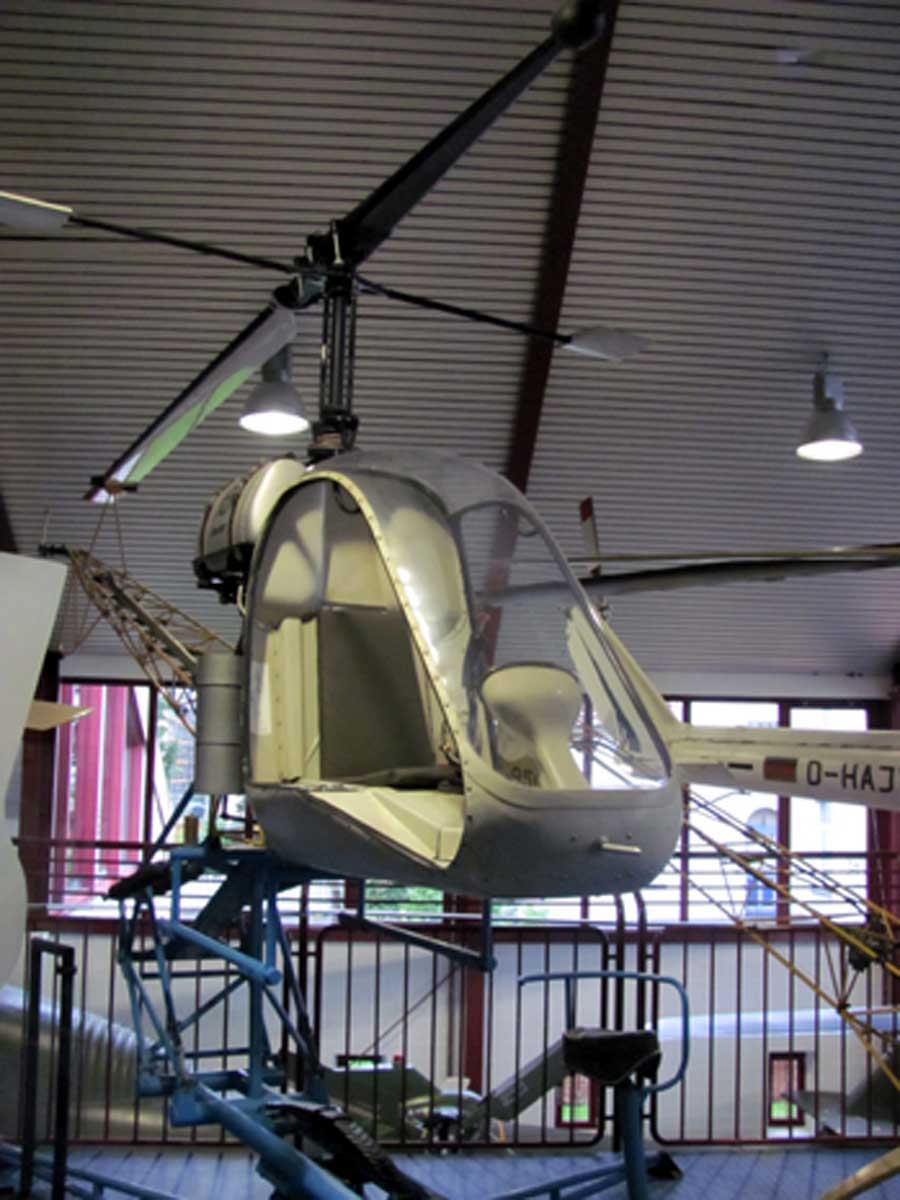
Bölkow Bo 102 B Heli-Trainer im Hubschraubermuseum Bückeburg

Aus dem Trainer wurde versuchsweise der freifliegende Trainingshubschrauber Bo 103 abgeleitet, der den Aufbau der Bo 102 verwendete.